# Бригантина (судно)

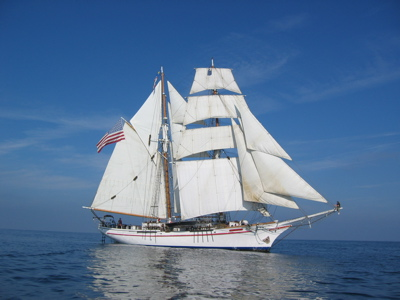
Бригантина «Ірвінґ Джонсон»

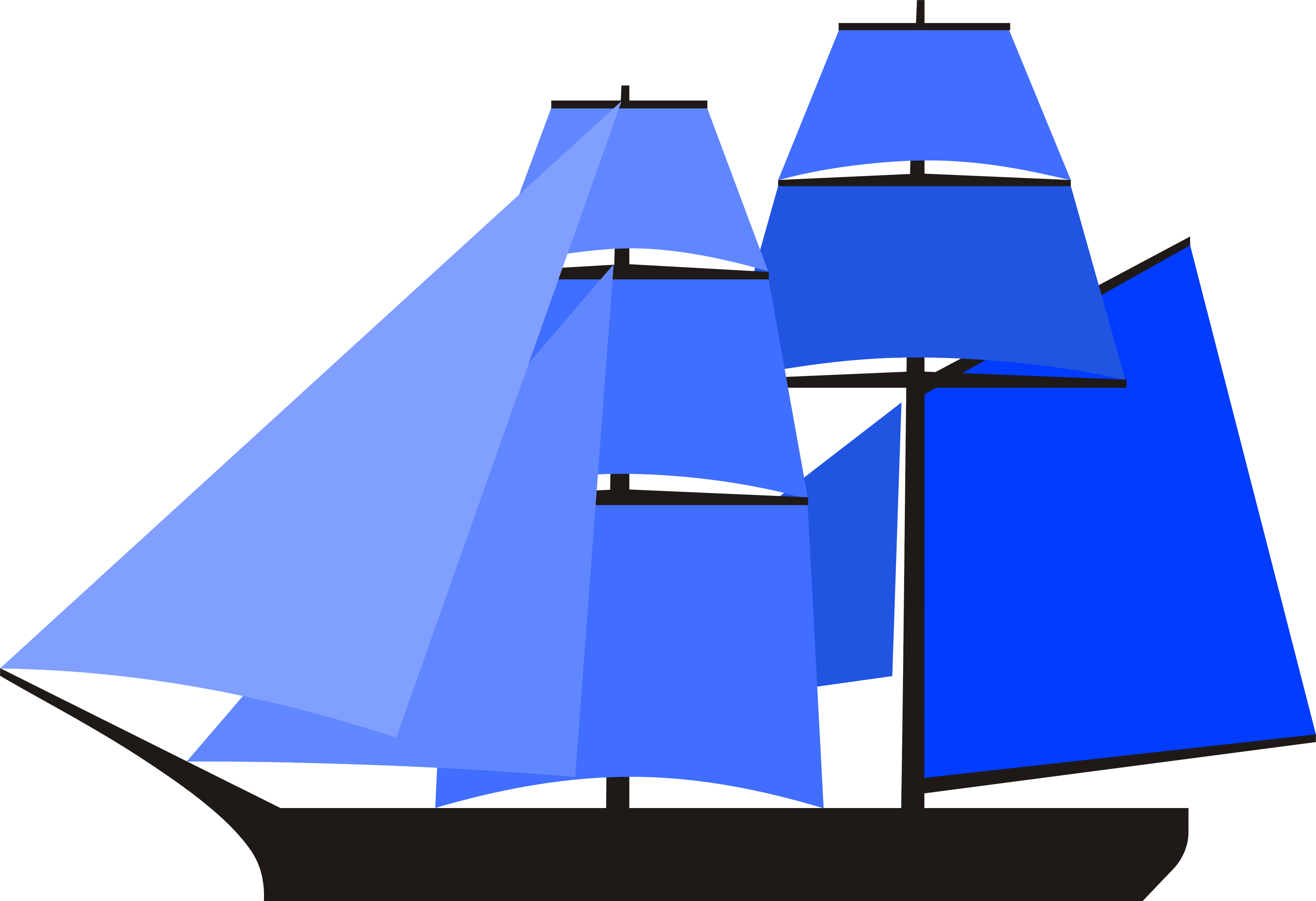
Вітрильне озброєння бригантини

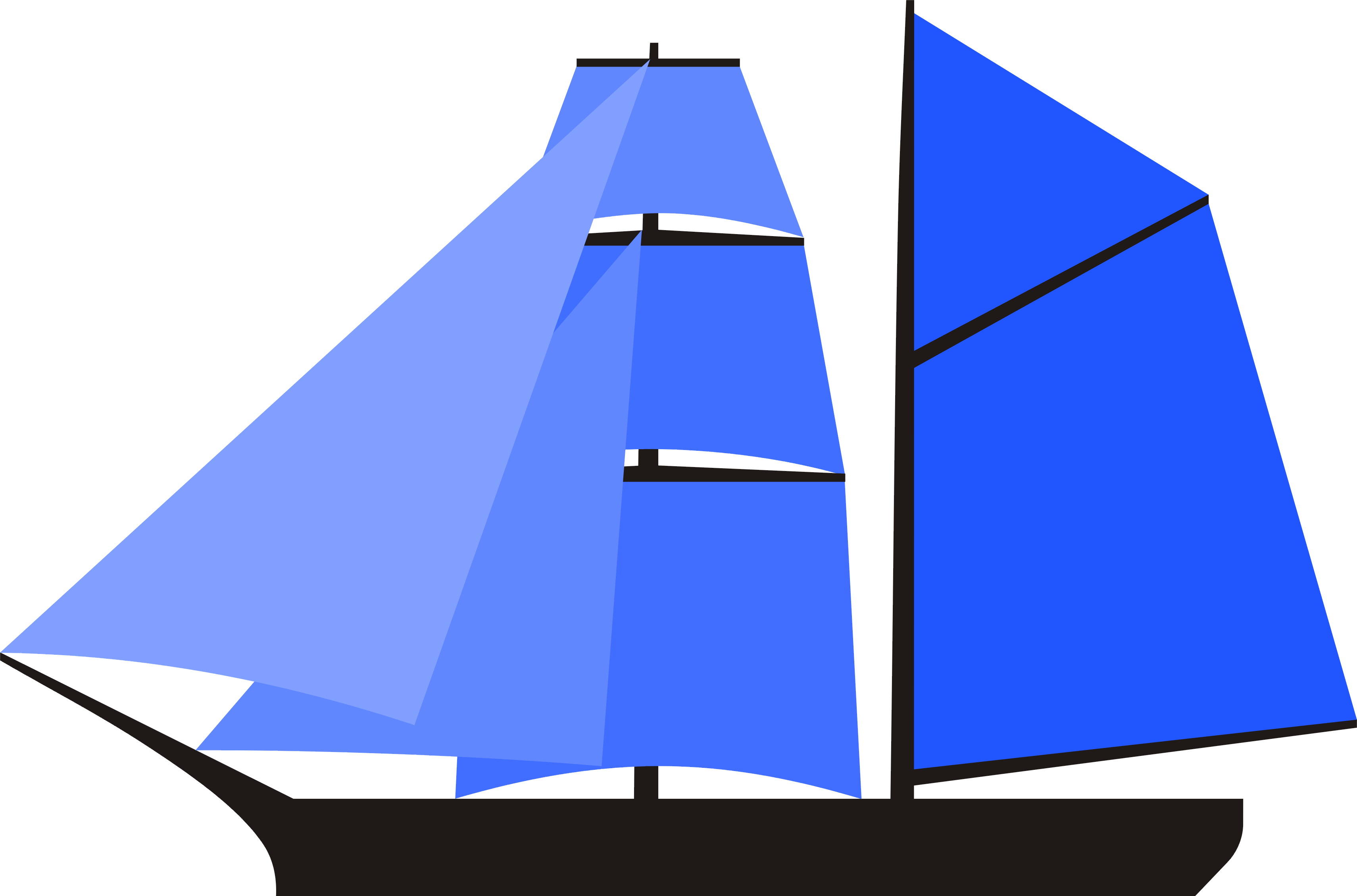
Вітрильне озброєння шхуна-брига

Бриганти́на (італ. brigandtine — «шхуна-бриг»; здогадно, від фр. brigand — «розбійник») — морське вітрильне двощоглове судно із прямими вітрилами на передній щоглі (фок-щоглі) і косими вітрилами на задній (грот-щоглі). У XVI—XVIII ст. бригантинами називали легкі швидкохідні піратські судна з двома щоглами і 10-20 гарматами.

## Історія бригантин
До появи вітрильників бригантинами називали швидкохідні галери з 8-12 банками веслярів. З XVI ст. бригантини вже мали вітрила, 8-10 пар весел і до 10 гармат малого та середнього калібрів.
Бригантина в першій половині XVI століття мала тільки фок-щоглу з прямими вітрилами і грот-щоглу з одним косим. Близько 1760 на грот-стеньгу було поставлено легке пряме вітрило, а потім прямі вітрила на реї грот-стеньги і грот-брам-стеньги. Бригантини Середземного моря мали дві і три щогли-однодеревки з латинськими вітрилами, їх використовували переважно пірати. У XVII ст. бригантини стали застосовуватись для виконання десантних операцій, а також для перекидання військових вантажів і живої сили. Виділялися серед морських суден своєї швидкохідністю, суцільною верхньою палубою, однією або двома вітрильними щоглами, довжиною до 19 м і шириною до 3,4 м мали на борту до 12 гармат різного калібру і екіпаж, що складався з 70 матросів.
У XVII—XVIII століттях бригантина несла прямі вітрила на обох щоглах і рівне ходіння мали назви бригантина і бриг (як скорочення від першого). На початку XIX століття бригантина стала відрізнятися від брига тим, що не несла прямого грота на нижній грота-реї. Крім того, бригантина могла мати гік на фок-щоглі для встановлення косого вітрила. До середини 19 століття бригантина остаточно сформувалася, як тип парусного судна.
До початку XVIII ст. різні середземноморські та чорноморські держави мали спільно близько 250 бригантин. У Балтійському морі тільки російських, англійських та іспанських бригантин було близько 200. У XVIII ст. бригантини були введені у військових флотах як посильні і розвідувальні кораблі. Як навчальні судна бригантини почали використовувати у XIX ст. Тепер бригантини зустрічається дуже рідко, вони мають корпус шхуни, а вітрила як у брига.

## Типи бригантин
Поділяють бригантини на дві категорії: істинні бригантини і шхуна-бриги.
До розряду істинних бригантин належать бриги невеликих розмірів. У них на грот-щоглі велике нижнє прямокутне вітрило (грот) — замінене гафельним вітрилом, над яким на стеньзі три прямих вітрила меншої площі (марсель, брамсель, бом-брамсель). З часом до цього ж розряду моряки стали відносити і двощоглові судна, що несуть на грот-щоглі виключно косі вітрила (шхуни-бриги).
Шхуна-бриг — двощоглове судно з прямим вітрильним озброєнням фок-щогли (фок, марсель, брамсель і бом-брамсель) і косим — грот-щогли (гафельний грот і топсель).

## Галерея

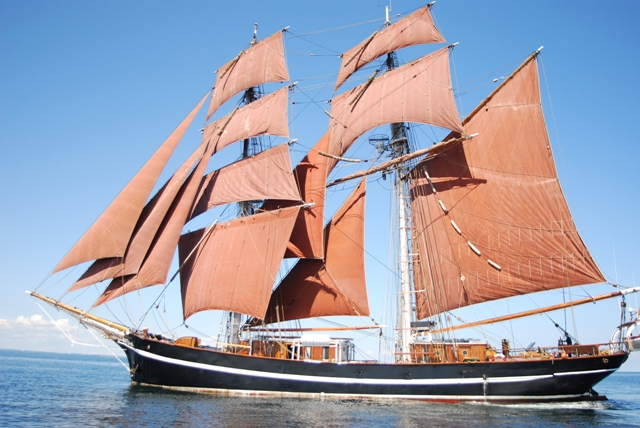
«Eye of the Wind»
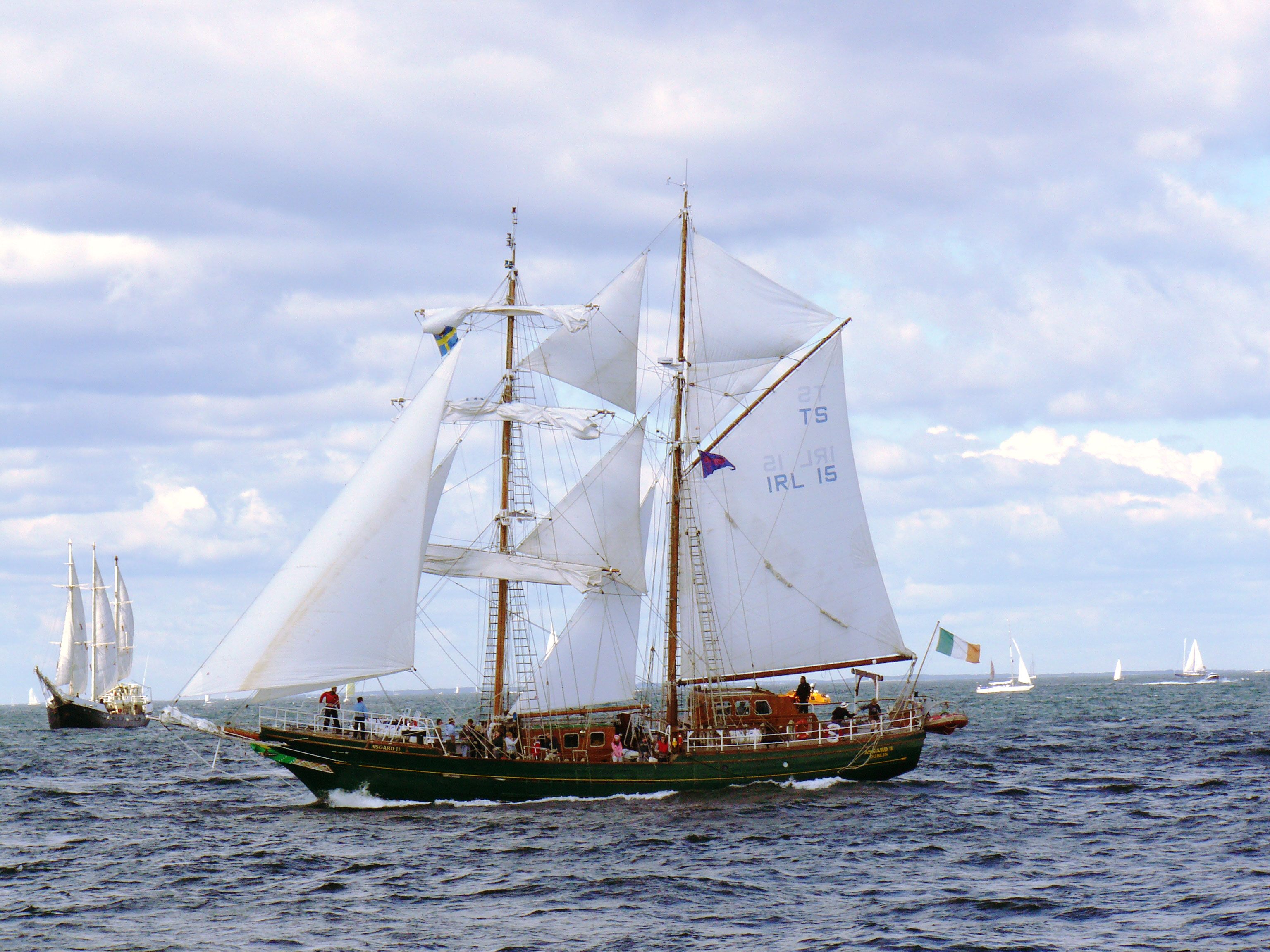
«Asgard»
«Falado»
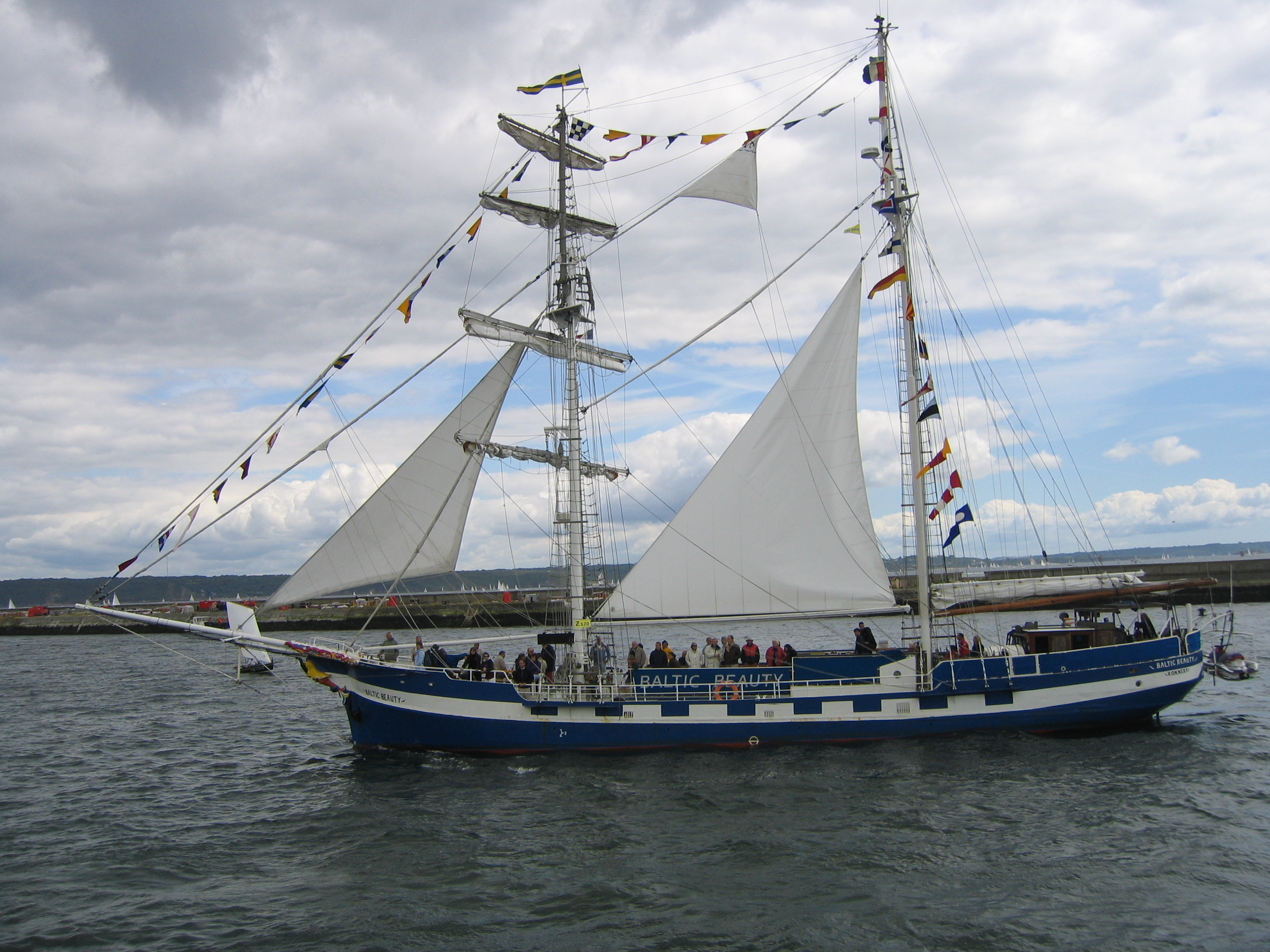
«Baltic Beauty»
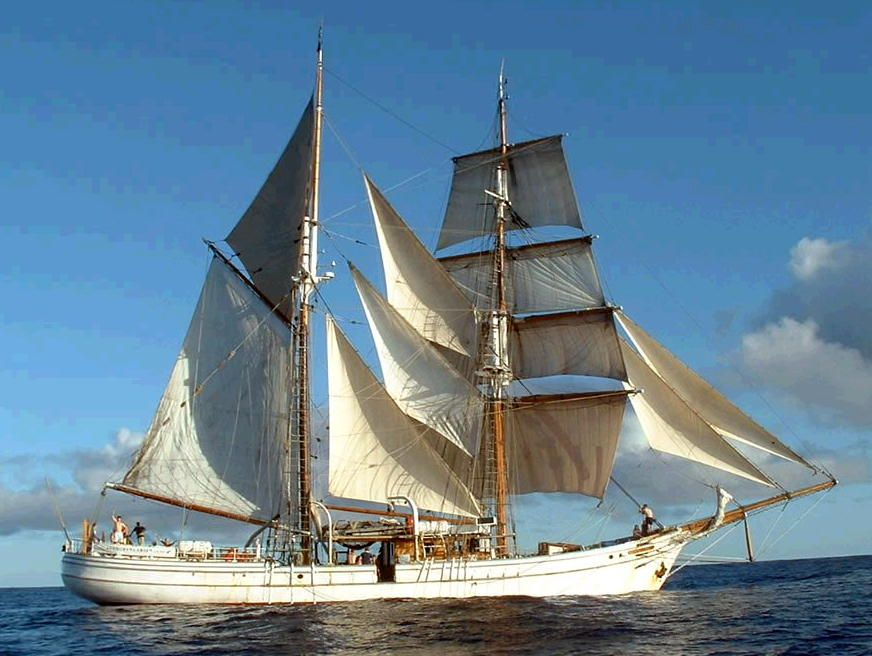
«Søren Larsen»
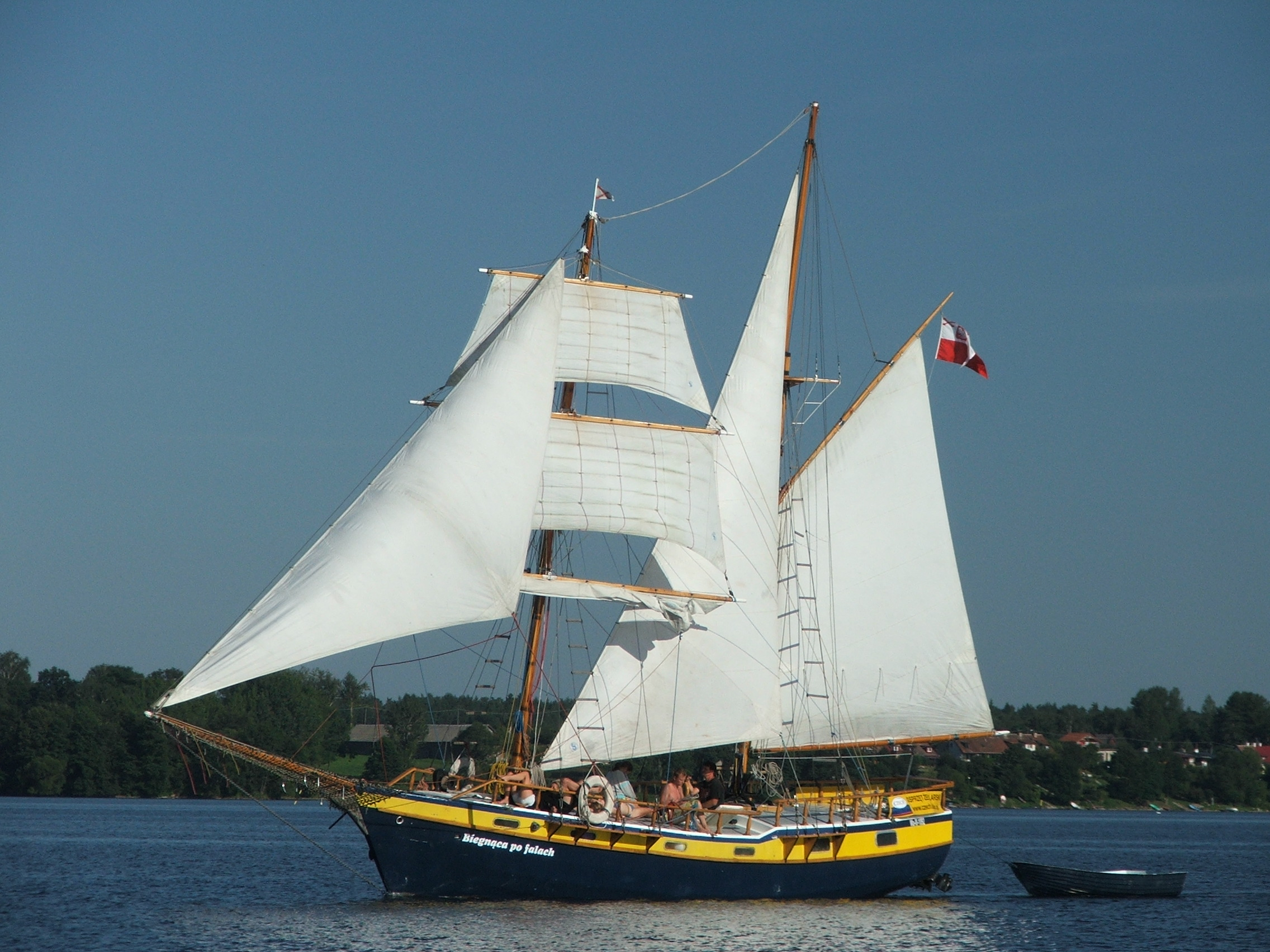
«Biegnąca po falach»
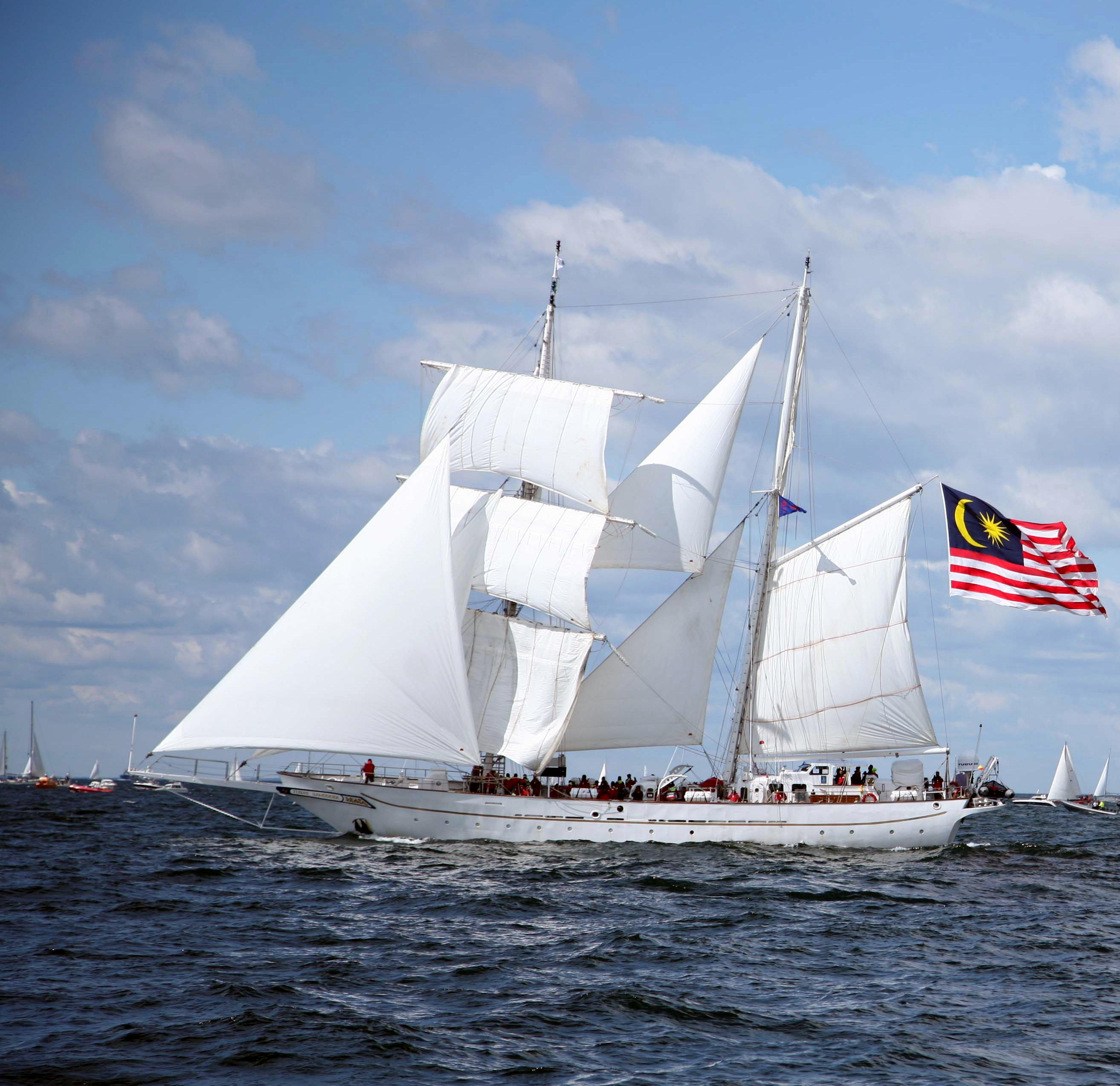
«Tunas Samudera»